# District d'Hanthawaddy
Pour les articles homonymes, voir Hanthawaddy.
Le district d'Hanthawaddy est un ancien district de Birmanie ayant appartenu à la région de Bago jusqu'en 1972 (Hanthawaddy est l'ancien nom de Pégou, aujourd'hui Bago, capitale de la région du même nom). À cette date, il a été rattaché à la région de Yangon.